# Герб Климовська
Місто Климовськ Московської області Росії має власну символіку до числа якої входять герб, гімн та прапор.

## Історія герба
Перший варіант герба міста Климовська було ухвалено 31 жовтня 1977 року. У центральній частині геральдичного щита на блакитному тлі зображена книга – символ науково-технічного прогресу міста. На червоному тлі зображена частина шестерні, що символізує машинобудування, всередині якої є символи ткацьких верстатів, які виготовлялись у місті.
Сучасний герб міста був затверджений 12 квітня 2002 року.

## Опис герба
Основні фігури герба міста Климовська є деталі ткацького верстату та срібна розкрита книга. Разом з тим Климовськ є центром проектування, виробництва та випробування стрілецької зброї, тож фігури герба показують патрон, кулю та багнет.
Золото – символ багатства, достатку, світла. Розкрита книга – символ просвіти, знання, освіти. 
Срібло в геральдиці – символ віри, чистоти, щирості. Червоний колір символізує працю, силу, мужність, свято, красу.
Блакить – символ високих устремлінь, думки, щирості та добропорядності. 